# Estadio Gilberto Parada
Estadio Gilberto Parada – stadion piłkarski w Montero, w Boliwii. Obiekt może pomieścić 18 000 widzów. Swoje spotkania rozgrywają na nim piłkarze drużyny Guabirá Montero.